# Anche i cani vanno in paradiso
Anche i cani vanno in paradiso (All Dogs Go to Heaven: The Series) è una serie televisiva a cartoni animati prodotta da Metro-Goldwyn-Mayer Animation e distribuito dalla Metro-Goldwyn-Mayer Television, e basata sui personaggi dei film Charlie - Anche i cani vanno in paradiso e Le nuove avventure di Charlie. La sua ambientazione è come quella del secondo film ma presenta delle incongruenze con il film, come ad esempio:
- Carface alla fine del secondo film viene risucchiato all'Inferno ma nella serie è vivo e sulla Terra come gli altri personaggi;
- Charlie e Sasha, pur rimanendo insieme alla fine del film, nella serie non si sono mai dati un appuntamento (condividendo anche una relazione amore/odio);
- Itchy Itchiford, nonostante decida di rimanere in Paradiso (sempre alla fine del film), nella serie è ancora vivo;
- Charlie ed Itchy vivono in un piccolo condominio abbandonato di San Francisco, e svolgono delle missioni per Annabelle come "angeli custodi";
- Killer, l'assistente di Carface l'antagonista minore del primo film (Charlie - Anche i cani vanno in paradiso), appare nella serie facendo ritorno.
- Solo per questa serie animata, sono stati introdotti due nuovi personaggi femminili: Bess, una cagnetta dolce e gentile che è anche la fidanzata di Itchy, e Belladonna, la malefica cugina di Annabelle.

Tutto ciò la collega nettamente meglio con gli eventi primo film.

## Personaggi principali
- Charles "Charlie" B. Barkin
- Itchy Itchiford
- Annabelle
- Sasha La Fleur
- David
- Carface Caruthers
- Killer
- Belladonna
- Winifred Bessamay "Bess" de Winkerville

## Episodi
- 1  (The Doggone Truth)
- 2  (Field Trip)
- 3  (Lance the Wonder Pup)
- 4  (Puppy Sitter)
- 5  (Dogs in the House)
- 6  (Cyrano de Barkinac)
- 7  (An Itch in Time)
- 8  (Mission Im-paws-ible)
- 9  (Mutts Ado About Nothing)
- 10  (Dog Eat Dog)
- 11  (Will Success Spoil Itchy Itchiford?)
- 12  (Heaventh Inning Stretch)
- 13  (The Perfect Dog)
- 14 "La strada facile" (La Doggie Vita)
- 15  (Travels with Charlie)
- 16  (Charlie's Cat-Astrophe)
- 17  (Magical Misery Tour)
- 18  (Miss Guidance)
- 19 "Il coraggioso Fido" (Fearless Fido)
- 20  (Pair-a-Dogs Lost)
- 21 "Il campione di Canopoli" (Kibbleland)
- 22  (The Rexx Files)
- 23  (Sidekicked)
- 24  (Heaven Nose)
- 25  (The Big Fetch)
- 26  (All Creatures Great & Dinky)
- 27  (Free Nelly)
- 28  (Dogfaces)
- 29  (Charlie the Human)
- 30  (History of All Dogs)
- 31  (Trading Collars)
- 32  (Whacked to the Future)
- 33  (Dr. Beagle and Mangy Hide)
- 34  (Charlie's Angle)
- 35 "L'Agente Segreto F.I.D.O." (Agent from F.I.D.O.)
- 36  (Bess and Itchy's Dog School Reunion)
- 37  (When Hairy Met Silly)
- 38  (The Wrong Stuff)
- 39  (Haunted Is as Haunted Does)
- 40 "Io abbaio, tu abbai" (He Barked, She Barked)

## Doppiaggio
| Personaggio    | Doppiatore originale  | Doppiatore italiano |
| -------------- | --------------------- | ------------------- |
| Charlie Barkin | Steven Weber          | Antonio Sanna       |
| Itchy          | Dom DeLuise           | Francesco Pannofino |
| Annabelle      | Bebe Neuwirth         | Stefanella Marrama  |
| Carface        | Ernest Borgnine       | Alessandro Rossi    |
| Sasha          | Sheena Easton         | Marina Thovez       |
| Killer         | Charles Nelson Reilly | Vittorio Amandola   |

## Sigla TV
Solo ed esclusivamente nella sua prima visione assoluta su TMC, all'interno del contenitore Zap Zap, questo cartone aveva la sua sigla italiana ufficiale. Intitolata proprio come il nome del film originale, essa è una quasi traduzione del testo originale "A Little Heaven" ad opera di Gino Catini e Umberto Decimo, con una nuova musica sempre di Decimo ed il canto di Massimo Talamo.